# Ischaemum burmanicum
Ischaemum burmanicum là một loài thực vật có hoa trong họ Hòa thảo. Loài này được Bor mô tả khoa học đầu tiên năm 1949 publ. 1950.